# Plateforme de lancement mobile

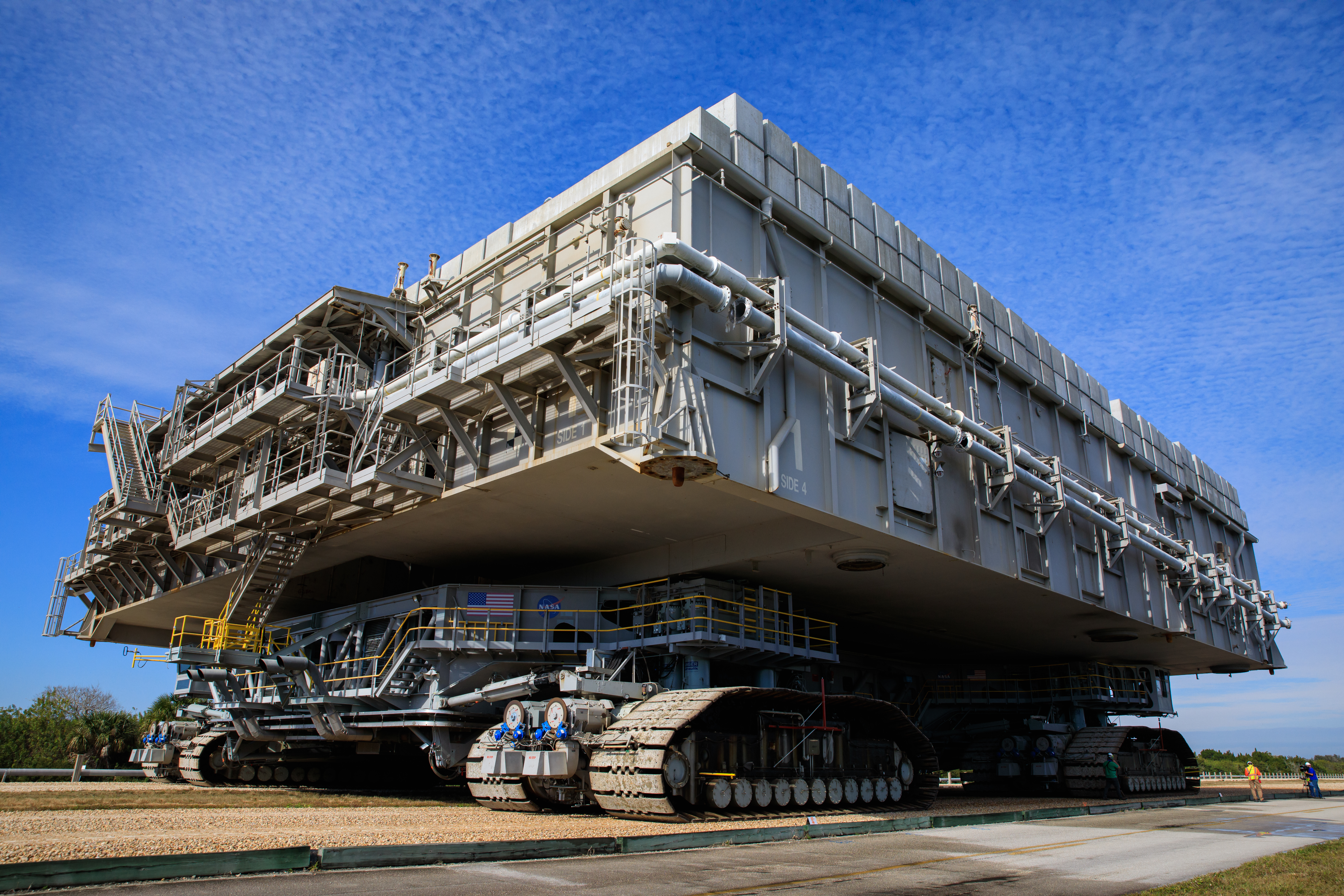
La plateforme de lancement mobile utilisée par la fusée Space Launch System (SLS) est déplacée par son transporteur à chenilles.

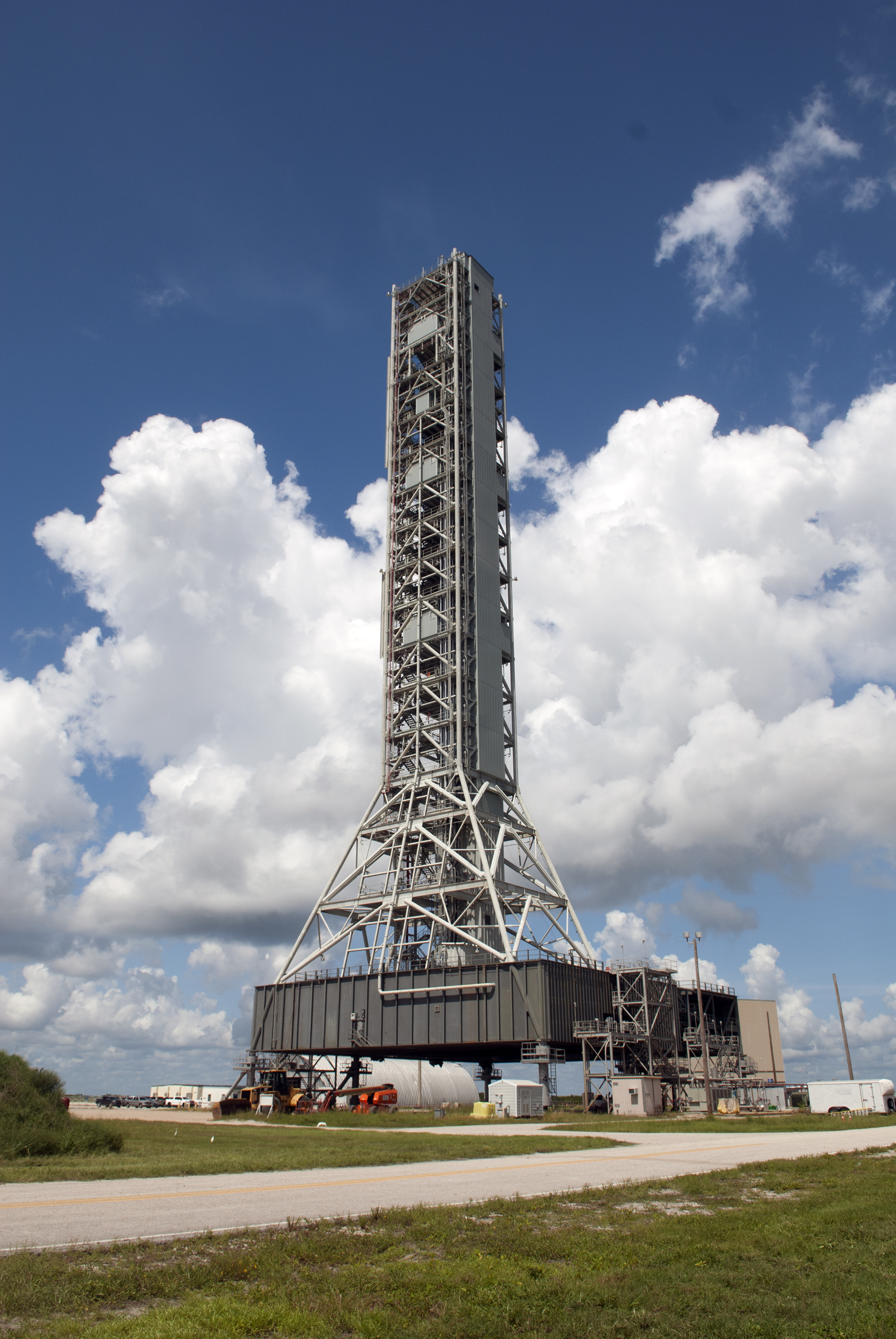
La plateforme de lancement mobile du SLS comprend une tour ombilicale sophistiquée.

Une plateforme de lancement mobile ou table de lancement mobile (en anglais : Mobile launcher platform ou MLP) est une structure métallique sur laquelle un lanceur spatial est assemblé dans un bâtiment et qui est conçue pour être transportée avec la fusée jusqu'à l'aire de lancement et pour servir de support à celle-ci durant les préparatifs de lancement et durant le lancement proprement dit. Cette architecture s'oppose à celle de la table de lancement fixe, installée à demeure sur l'aire de lancement, sur laquelle le lanceur est assemblé (par exemple Delta II ou Vega) ou sur laquelle il est dressé après avoir été transporté à l'horizontale (par exemple fusée Soyouz). Les plateformes de lancement mobiles les plus connues sont celles utilisées par l'agence spatiale américaine, la NASA, pour lancer ses fusées géantes (Saturn V, Navette spatiale américaine, Space Launch System). Les lanceurs Ariane 5, GSLV et Longue Marche 5 ont également recours à des plateformes de lancement mobile. Toutefois celles-ci sont déplacées par rail alors que les plateformes de la NASA sont déplacées à l'aide d'un véhicule à chenilles.
La plateforme de lancement mobile a également servi de plateforme de lance-roquettes[pas clair] verticale temporaire si la plateforme de lance-roquettes verticale était gravement endommagée après des catastrophes naturelles (tremblements de terre, tsunamis, éruptions volcaniques).

## Description
La plateforme de lancement mobile est une structure suffisamment solide pour supporter la masse du lanceur une fois les réservoirs d'ergols pleins (jusqu'à 3 000 tonnes pour les fusées géantes de la NASA). La plateforme de lancement comprend une base épaisse percée de larges ouvertures situées en regard des tuyères des moteurs-fusées du lanceur pour permettre aux gaz de s'échapper. Dans l'épaisseur de la plateforme on trouve des conduites dans lesquelles circulent les ergols, l'air climatisé, et d'autres fluides comme l'azote ainsi que des câbles électriques et informatiques qui permettent de relier les installations au sol et le lanceur. 
Sur la plateforme se trouve une tour ombilicale d'une hauteur proche de celle de la fusée qui remplit plusieurs rôles : support pour les conduites et les câbles qui doivent être connectés à chaque étage du lanceur, stabilisation du lanceur, moyen d'accès au vaisseau spatial situé au sommet du lanceur pour l'équipage et les techniciens. Le lanceur est fixé à la plateforme par des mâchoires qui s'ouvrent lorsque la poussée des moteurs au décollage est considérée comme suffisante et nominale,.
La table de lancement mobile peut être déplacée sur des rails (cas général, par exemple Ariane 5, GSLV, Longue Marche 5) ou par un transporteur à roues ou à chenilles (lanceurs lourds de la NASA). Une fois arrivée sur l'aire de lancement, la plateforme de lancement mobile est positionnée au-dessus des carneaux (tranchées profondes permettant d'évacuer les gaz produits par les moteurs au moment de leur mise à feu) et déposée sur des piliers pouvant supporter la masse du lanceur une fois ses réservoirs d'ergols remplis. Les systèmes électriques et informatiques ainsi que les conduites d'alimentation en fluides passant par la plateforme sont alors reliées aux installations au sol.

## Les plateformes de lancement mobiles du centre spatial Kennedy
Le concept de plateforme de lancement mobile, qui avait été utilisé pour la première fois par la l'Armée de l'air américaine pour son lanceur Titan IIIA en 1964, est également choisi à la même période pour la nouvelle fusée géante Saturn V de l'agence spatiale américaine, la NASA. Traditionnellement les lanceurs sont à l'époque assemblés sur le pas de tir, ce qui immobilise celui-ci sur une période généralement de deux mois. La direction des lancements de la NASA (en anglais : Launch Operations Directorate, LOD) propose d'assembler la fusée dans un bâtiment dédié puis de l'amener sur le pas de tir pour une dernière vérification avant le lancement. Ce scénario, combiné avec l'automatisation des tests, permet de limiter la durée d'immobilisation du pas de tir à 10 jours et de protéger le lanceur des intempéries et des embruns salés durant une grande partie des préparatifs. Une étude est effectuée en avril 1961 pour comparer les deux méthodes d'assemblage avec l'option d'un transfert de la fusée à l'horizontale ou à la verticale. Elle met en évidence que le surcoût des installations et équipements nécessaires pour un assemblage à distance du pas de tir est largement amorti lorsque la fréquence des lancements est élevée (48 tirs par an). À l'époque, le programme Apollo envisageait une telle cadence de lancement.
Trois plateformes sont construites pour le programme Apollo (MLP-1, MLP-2 et MLP-3) et utilisées après adaptation (modification des ouvertures permettant aux gaz des moteurs de s'échapper, suppression de la tour ombilicale, etc.) par la navette spatiale américaine jusqu'en 2011. En 2022, ces plateformes ne sont plus utilisées. MLP-1 et MLP-3 sont conservées dans le bâtiment d'assemblage VAB, et la NASA a décidé de ferrailler MLP-2.

### Plateformes en service pour le programme lunaireArtemis

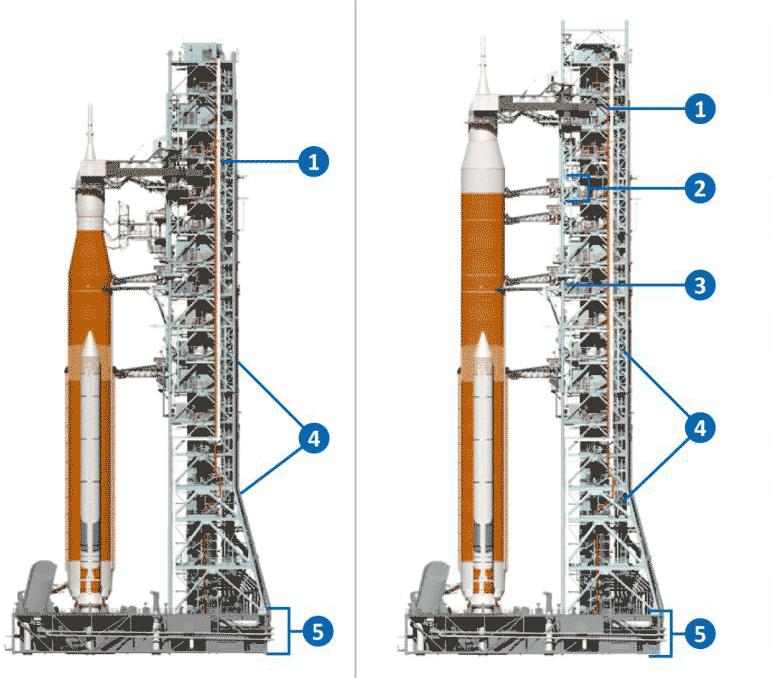
Les plateformes mobiles de lancement de la fusée SLS ML-1 (bloc 1) et ML-2 (bloc 1B) : 1 Pour ML-2 la passerelle utilisée par l'équipage pour accéder au module Orion et la liaison ombilicale du module de service sont situés plus haut - 2 : Sur ML-2 une nouvelle liaison ombilicale est nécessaire pour le deuxième étage EUS - 3 Les stabilisateurs de ML-2 sont situés plus haut - 4 Les connexions structurelles sont différentes pour prendre en compte la taille et le poids supérieur du SLS bloc 1B - 5 La base des deux versions est identique mais les connexions structurelles doivent être adaptées pour prendre en compte la masse plus importante.

La NASA fait construire entre 2008 et 2010 pour le programme Constellation une plateforme de lancement mobile destinée au lanceur Ares I qui l'utilisa une seule fois avant l'arrêt du programme. Baptisée ML-1, la plateforme est modifiée entre 2013 et 2018 pour pouvoir être utilisée par le lanceur géant Space Launch System (SLS) deux fois plus lourd et à l'architecture complètement différente. La plateforme est haute de 7,6 mètres, longue de 48 mètres et large de 41 mètres. Elle comporte une tour ombilicale haute de 108 mètres. Les caractéristiques très différentes de l'Ares I et du SLS Bloc 1 imposent de nombreuses modifications, notamment des bras mobiles de la tour ombilicale et des ouvertures de la plateforme permettant aux gaz des moteurs de s'échapper. Le coût, évalué en 2014 à environ 385 millions US$, dépasse finalement les 693 millions US$ et la livraison prend trois ans de retard à la suite d'erreurs de conception et d'une mauvaise gestion des sous-traitants. Ces modifications qui s'achèvent en 2020 ne permettent de lancer que la version Bloc 1 du SLS. La version Bloc 1B du lanceur, plus haute, nécessite de nouvelles adaptations. Il faut 33 mois pour faire passer la plateforme du standard Bloc 1 à Bloc 1B. Pour ne pas introduire de nouvelles contraintes dans le calendrier de lancement, la NASA décide en 2018 de construire une deuxième plateforme de lancement mobile (ML-2) conçue pour le lanceur SLS Bloc 1B. Le coût des travaux, qui débutent en juin 2020, est évalué à 540 millions US$,,,.

## Galerie

Exemples de plateforme mobile de lancement
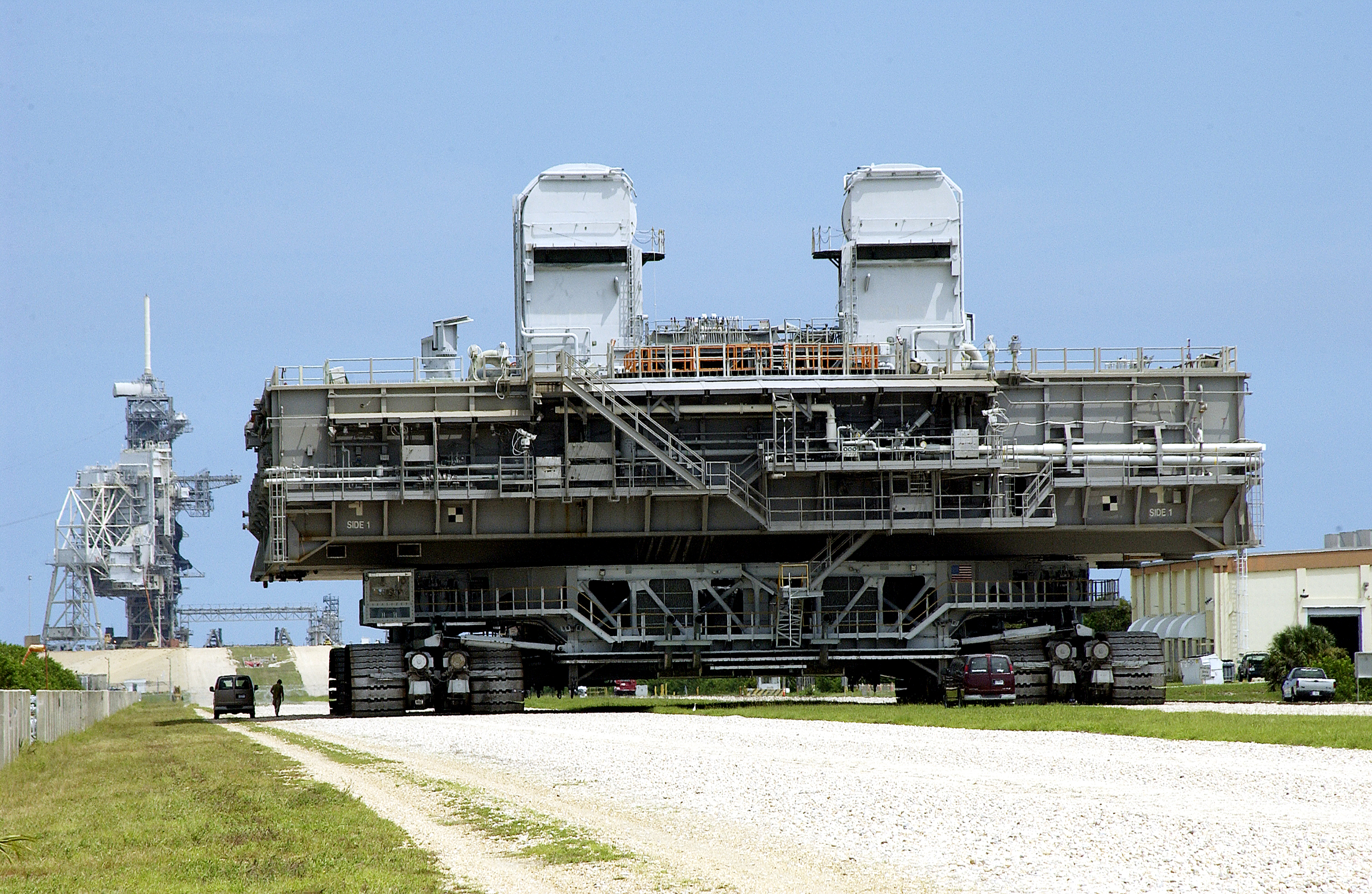
La plateforme mobile utilisée par la Navette spatiale américaine sur la crawlerway.
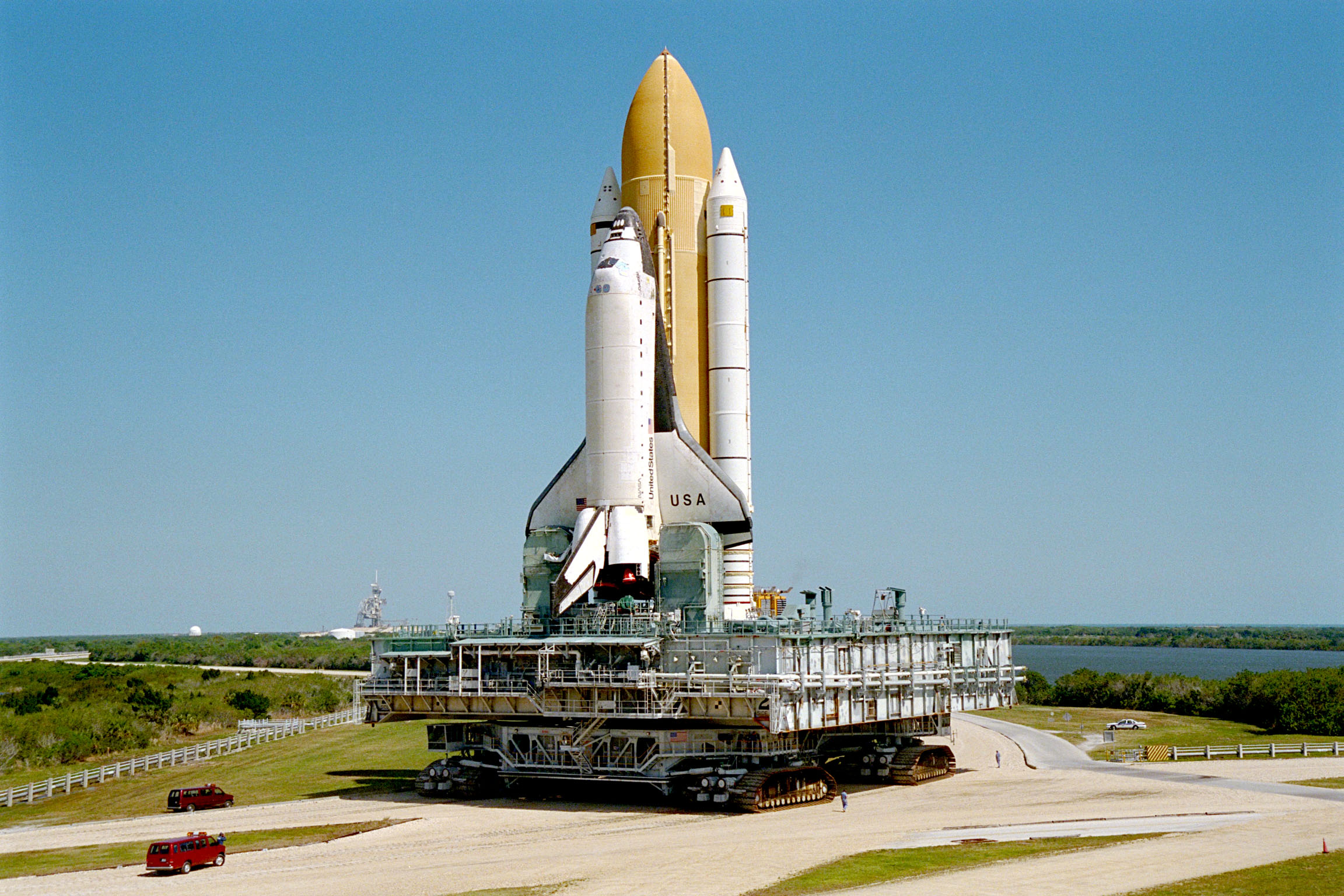
La Navette spatiale américaine est transportée sur sa plateforme de lancement mobile.
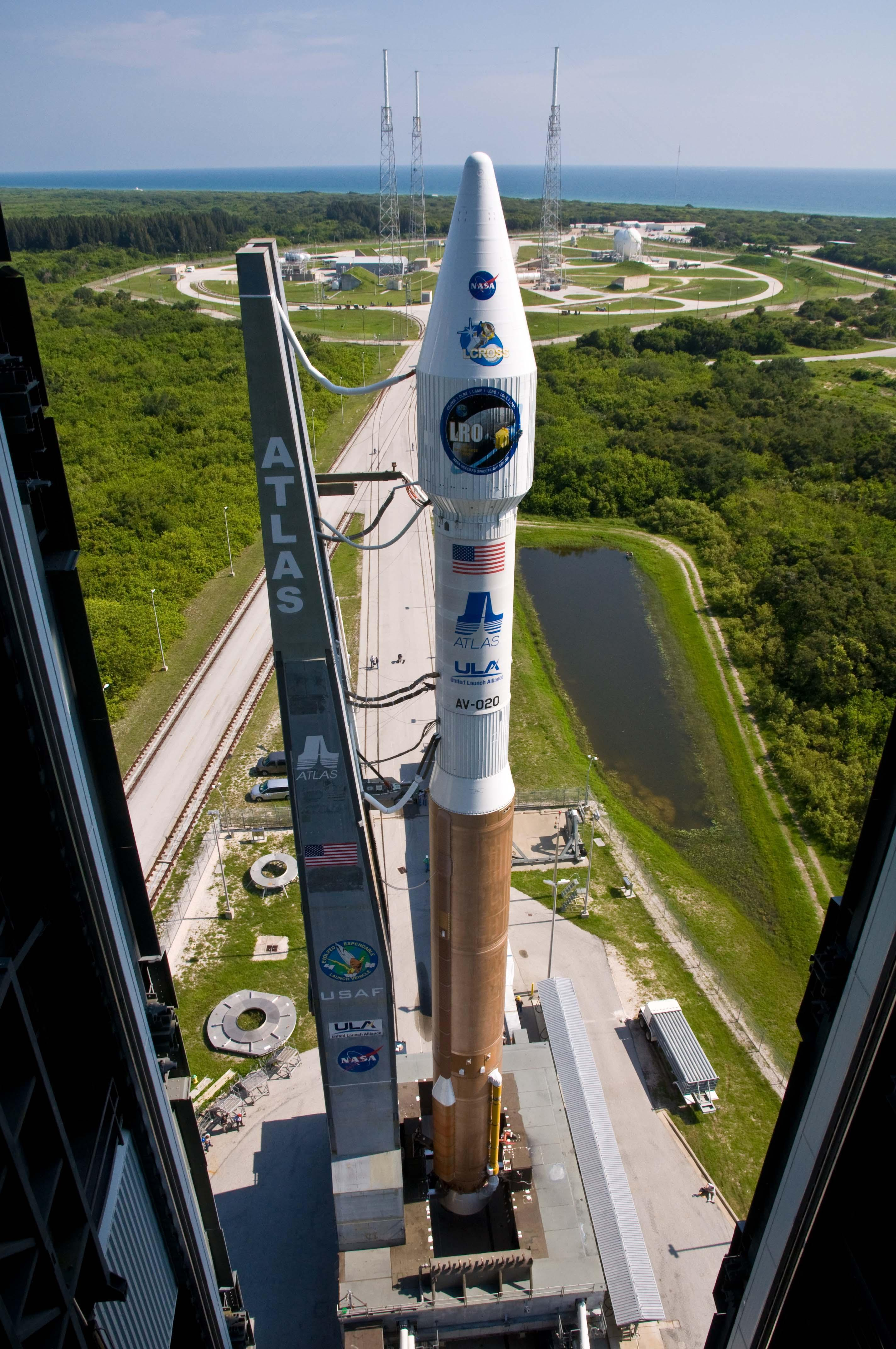
Plateforme de lancement du lanceur américain Atlas V.
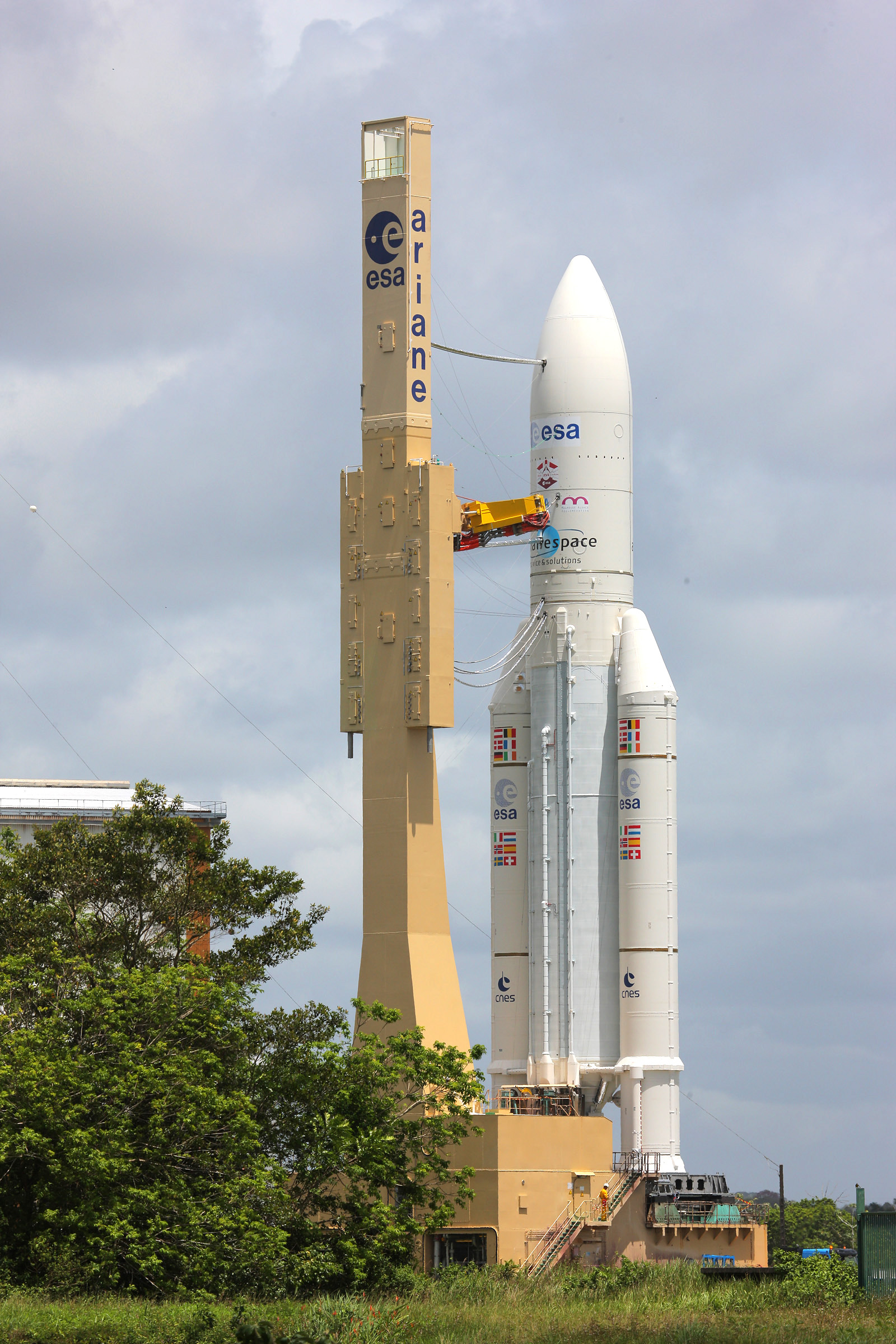
Plateforme de lancement mobile d'Ariane V.
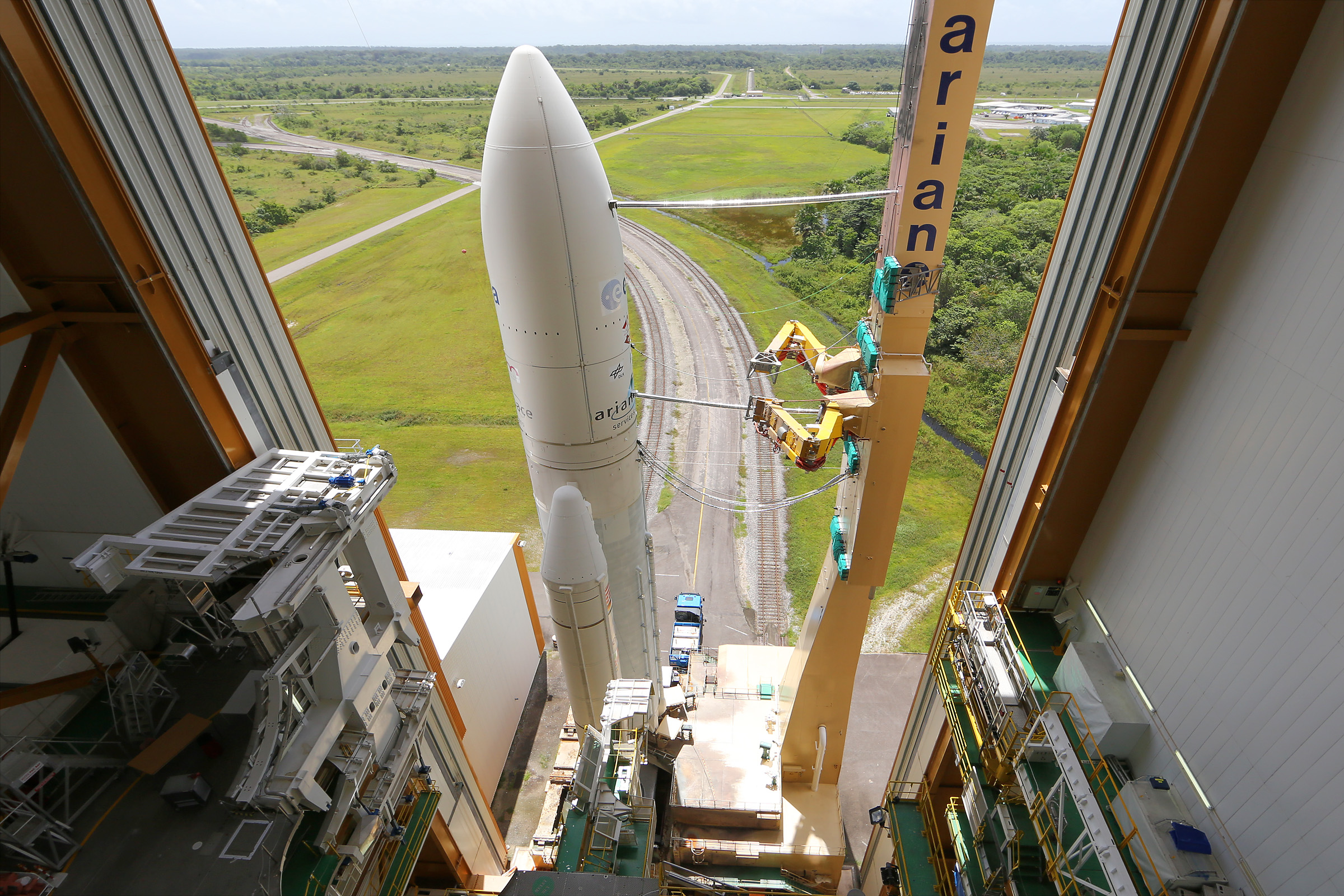
Plateforme de lancement mobile d'Ariane V vue du dessus.
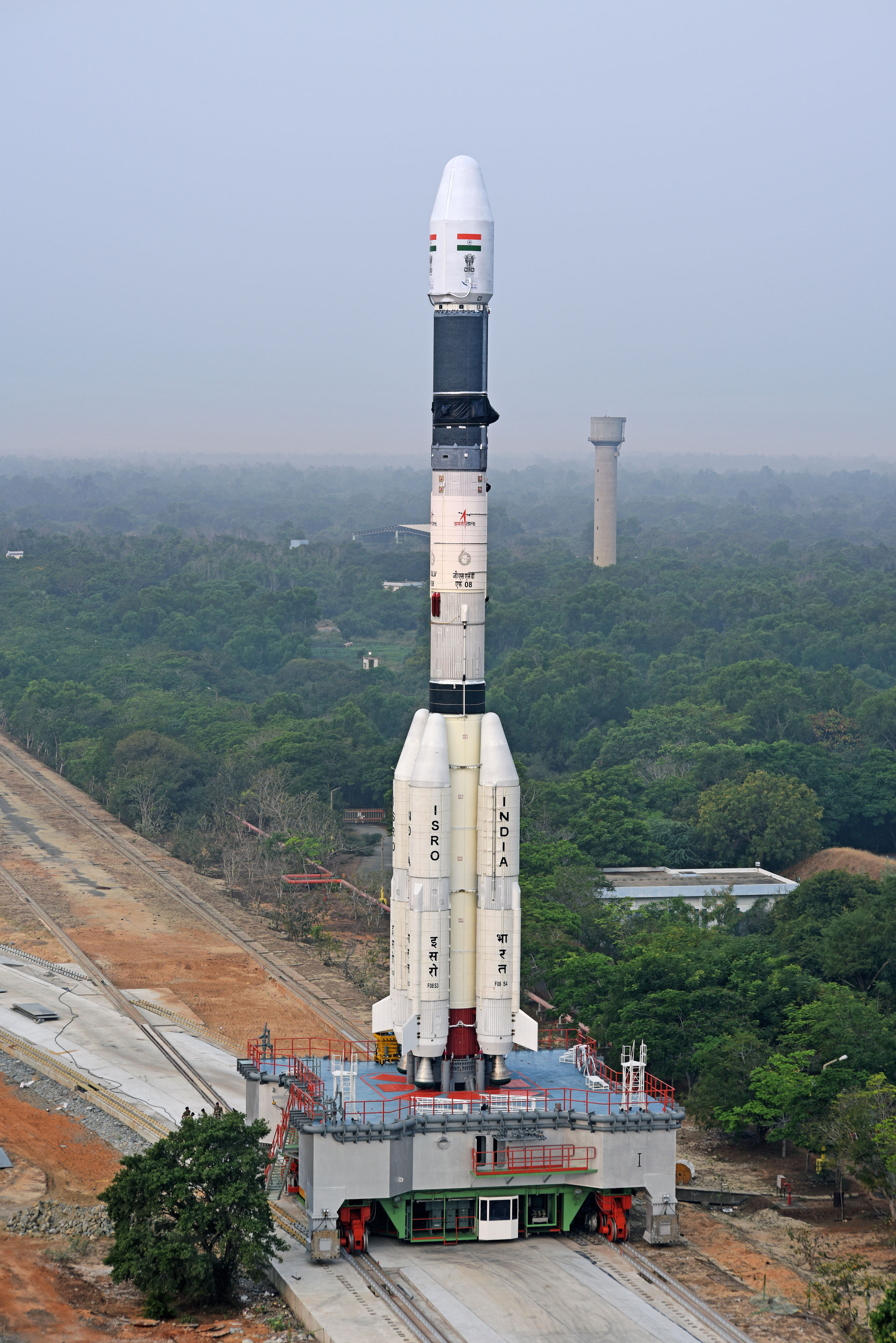
La plateforme de lancement mobile du lanceur indien GSLV se déplace sur des rails.